# Langues rwanda-rundi
Les langues rwanda-rundi, aussi appelées kinyarwanda-kirundi, forment un groupe de 6 à 9,, langues bantoues parlées principalement au Rwanda et au Burundi, mais aussi dans les régions limitrophes de Tanzanie, de République démocratique du Congo et d'Ouganda. Les deux langues principales du groupe sont le kinyarwanda (13 933 700 locuteurs), parlé au Rwanda par 11 813 000 personnes, en Ouganda par 773 700 personnes, en République démocratique du Congo par 707 000 personnes, en Tanzanie par 484 900 personnes et au Burundi par 146 000 personnes, et le kirundi (11 776 600 locuteurs), parlé au Burundi par 10 434 000 personnes, au Rwanda par 576 000 personnes, en Tanzanie par 512 000 personnes et en Ouganda par 246 000 personnes. Bien que les deux langues soient mutuellement intelligibles, elles sont considérées comme deux langues distinctes et possèdent des orthographes et prononciations différentes. Le ha est quant à lui parlé par 1 509 000 personnes en Tanzanie, le fuliro par 419 000 personnes en République démocratique du Congo, le shubi (en) par 337 000 personnes en Tanzanie, le hangaza par 330 000 personnes en Tanzanie, le joba (ou kivira) par 25 200 personnes en République démocratique du Congo (20 000) et en Tanzanie (5 200) et le vinza (en) par 22 000 personnes en Tanzanie. Le site Glottolog ajoute également le rundi-kitwa parlé au Rwanda et portant le total à 9 langues faisant partie de ce groupe de langues, qui doit être inclus dans le kirundi sur les autres sources. L'ensemble de ces langues est ainsi parlé par plus de 28 millions de locuteurs en 2015.
Elle fut pour la première fois mise officiellement par écrit (création d'une grammaire, d'un dictionnaire) dans les années 1950 par un père blanc (Robert Guillaume) en exil dans un village pendant trois ans du fait d'un manque de respect à la reine douairière.[réf. nécessaire].
Certains médias sont diffusés sans faire de distinction entre les deux langues, par exemple : le service de la BBC pour la région des Grands Lacs ; le service de Voix de l'Amérique en kirundi et kinyarwanda.

## Classification
Les langues rwanda-rundi appartiennent à la famille des langues bantoues
- Classification Guthrie : groupe D.60 (écrit Ruanda-rundi)
  - Ruanda : D.61
  - Rundi : D.62
  - Fuliiro : D.63
  - Shubi, sinja : D/64
  - Hangaza : D.65
  - Ha : D.66
  - Vinza : D.67
- Classification Bastin/Coupé/Mann : groupe J.60
  - Ha, hangaza, rundi, rwanda, shubi, vinza : J.60

## Statistiques
1. Kinyarwanda : 13 933 700 locuteurs[5] :
  1. Rwanda : 11 813 000
  2. Ouganda : 773 700
  3. République démocratique du Congo : 707 000
  4. Tanzanie : 484 900
  5. Burundi : 146 000
2. Kirundi : 11 776 600 locuteurs[6] :
  1. Burundi : 10 434 000
  2. Rwanda : 576 000
  3. Tanzanie : 512 000
  4. Ouganda : 246 000
3. Ha : 1 509 000 locuteurs[7] :
  1. Tanzanie[8] : 1 509 000[7]
4. Fuliro : 419 000 locuteurs[9] :
  1. République démocratique du Congo[10] : 419 000
5. Shubi (en) : 337 000 locuteurs[11] :
  1. Tanzanie[12] : 337 000
6. Hangaza : 330 000 locuteurs[13] :
  1. Tanzanie[14] : 330 000
7. Joba (ou Kivira) : 25 200 locuteurs[15] :
  1. République démocratique du Congo[16] : 20 000
  2. Tanzanie[16] : 5 200
8. Vinza (en) : 22 000 locuteurs[17] :
  1. Tanzanie[18] : 22 000